# فرودگاه بلوو هوریزونت/پامپولها – کارلوس درامند داندراد
فرودگاه بلوو هوریزونت/پامپولها – کارلوس درامند داندراد (به پرتغالی: Aeroporto de Belo Horizonte/Pampulha–Carlos Drummond de Andrade) یک فرودگاه همگانی و نظامی مسافربری با کد یاتا PLU است که یک باند فرود آسفالت دارد و طول باند آن ۲۵۳۸ متر است. این فرودگاه در شهر بلو هوریزونته کشور برزیل قرار دارد و در ارتفاع ۷۸۹ متری از سطح دریا واقع شده‌است.

## شرکت‌های هواپیمایی و مقصدهای پروازی
| شرکت‌های هواپیمایی     | مقصدهای پروازی |
| --------------------- | -------------- |
| پاساردو لینهاس آئرئاس | لایت لوپژ      |